# 490

490(사백구십)은 489보다 크고 491보다 작은 자연수다.

## 수학
- 합성수로, 그 약수는 총 12개다. (1, 2, 5, 7, 10, 14, 35, 49, 70, 98, 245, 490)
  - 490의 진약수의 합은 536이므로, 490은 과잉수다.
- 7번째 이십오각수다. 앞의 이십오각수는 351, 다음은 652이다.
- {\displaystyle 490=7^{2}+21^{2}}
  - 서로 다른 두 자연수의 제곱합으로 나타낼 수 있는 수다.
- {\displaystyle 490=70\times 07}
  - {\displaystyle ab\times ba}의 꼴로 나타낼 수 있는 수열의 70번째 수다. 이 수열의 앞의 수는 6624, 다음 수는 1207이다. (OEIS의 수열 A061205)
- {\displaystyle 99^{2}-1}은 490으로 나누어떨어진다.

## 과학
- NGC 490(영어판): 물고기자리 방향에 있는 렌즈형은하.

## 교통
- 일본 490번 국도(일본어판): 야마구치현 우베시에서 하기시까지 이어지는 일본의 국도.
- 현도 제490호선

## 군사
- U-490(영어판, 독일어판): 제2차 세계 대전에 사용된 나치 독일의 군용 잠수함.

## 문화유산
- 대한민국의 보물 제490호: 구미 금오산 마애여래입상
- 대한민국의 사적 제490호: 강릉 초당동 유적

## 방송
- 스카이라이프의 애니박스 채널 번호.

## 기타
- 연도: 490년, 기원전 490년
- 490년대
- 한국십진분류법에서 동물학에 관한 책들이 분류되는 번호.